# Liga Leumit 1960-1961 (pallacanestro)
La Liga Leumit 1960-1961 è stata la 7ª edizione del massimo campionato israeliano di pallacanestro maschile. La vittoria finale è stata ad appannaggio dell'Hapoel Tel Aviv.

## Regular season
|  |     | Squadra               | G  | V  | P  | PF   | PS   | PF/PS | Pt | Qualificazione            |
|  | --- | --------------------- | -- | -- | -- | ---- | ---- | ----- | -- | ------------------------- |
|  | 1.  | Hapoel Tel Aviv       | 22 | 20 | 2  | 1509 | 1207 | +302  | 42 |                           |
|  | 2.  | Maccabi Tel Aviv      | 22 | 19 | 3  | 1617 | 1318 | +353  | 41 |                           |
|  | 3.  | Hapoel Giv'at Brenner | 22 | 14 | 8  | 1456 | 1374 | +82   | 36 |                           |
|  | 4.  | Hapoel Haifa          | 22 | 12 | 10 | 1382 | 1341 | +41   | 34 |                           |
|  | 5.  | Hapoel Gerusalemme    | 22 | 12 | 10 | 1368 | 1334 | +34   | 34 |                           |
|  | 6.  | Hapoel Holon          | 22 | 11 | 11 | 1459 | 1432 | +27   | 33 |                           |
|  | 7.  | Mac. Darom Tel Aviv   | 22 | 9  | 13 | 1287 | 1428 | -141  | 31 |                           |
|  | 8.  | Maccabi Gerusalemme   | 22 | 10 | 12 | 1237 | 1345 | -108  | 32 |                           |
|  | 9.  | H. Mishmar HaEmek     | 22 | 8  | 14 | 1339 | 1346 | -7    | 30 |                           |
|  | 10. | Hapoel Giv'at Haim    | 22 | 6  | 16 | 1280 | 1422 | -142  | 28 |                           |
|  | 11. | Maccabi K. Motzkin    | 22 | 8  | 14 | 1261 | 1423 | -162  | 30 |                           |
|  | 12. | Hapoel Ramat Gan      | 22 | 3  | 19 | 1168 | 1447 | -279  | 25 | retrocesso in Liga Artzit |

## Squadra vincitrice
|    | Naz.               | Ruolo | Sportivo          | Anno | Alt. |  |  |
| -- | ------------------ | ----- | ----------------- | ---- | ---- |  |  |
| 4  | Israele (bandiera) |       | Yossi Rieger      |      |      |  |  |
| 5  | Israele (bandiera) | G     | Erez Lustig       | 1933 | 179  |  |  |
| 6  | Israele (bandiera) |       | Mordecai Pimentel |      |      |  |  |
| 7  | Israele (bandiera) | AG    | Abraham Gutt      | 1944 | 196  |  |  |
| 8  | Israele (bandiera) |       | Moshe Maor        |      |      |  |  |
| 9  | Israele (bandiera) | G     | Haim Hazan        | 1937 | 189  |  |  |
| 10 | Israele (bandiera) | AP    | Azriel Luboshitz  | 1935 | 189  |  |  |
| 11 | Israele (bandiera) |       | Joseph Drizin     |      |      |  |  |
| 12 | Israele (bandiera) | A     | Zvi Lubezki       | 1939 | 190  |  |  |
| 13 | Israele (bandiera) |       | Itzhak Kastenbaum |      |      |  |  |
| 14 | Israele (bandiera) | AG    | Ilan Zeiger       | 1939 | 194  |  |  |
| 15 | Israele (bandiera) | G     | Uri Gothelf       | 1935 |      |  |  |
| 16 | Israele (bandiera) | G     | Moshe Angel       | 1942 |      |  |  |
| 17 | Israele (bandiera) |       | Amos Rubinstein   |      |      |  |  |
| 18 | Israele (bandiera) | P     | Moshe Berry       | 1935 | 182  |  |  |
|    | Israele (bandiera) | ALL   | Shimon Shelah     |      |      |  |  |